# Georges-Albert de Saxe-Weissenfels-Barby
Georges-Albert de Saxe-Weissenfels, comte de Barby ( Dessau, 19 avril 1695 – Barby, 12 juin 1739), est un prince allemand de la Maison de Wettin et le dernier comte de Barby.
Il est le sixième (mais le deuxième survivant), fils de Henri de Saxe-Weissenfels-Barby, et Élisabeth-Albertine d'Anhalt-Dessau.

## Biographie
Avant sa propre naissance, deux frères plus âgés (tous deux nommés Jean Auguste) sont morts. La mort de son autre frère, le prince héréditaire Frédéric Henri, lors d'un voyage à La Haye (21 novembre 1711) fait de lui le nouvel héritier du comté de Barby. 
À Forst, Niederlausitz, le 18 février 1721, Georges Albert épouse Augusta-Louise de Wurtemberg-Oels. La grand-mère maternelle de la mariée est Justine-Sophie de Barby-Mühlingen, l'une des sœurs du dernier comte, ce qui renforce le lien de Georges Albert avec l'ancienne maison de Barby. Le mariage est très malheureux, et le couple a finalement divorcé en 1732, après onze années sans enfants. Auguste Louise est retournée en Silésie et est morte six mois avant Georges Albert qui ne s'est pas remarié.
Georges Albert remplace son père comme comte le 20 février 1728. En tant que comte de Barby, Georges Albert continue à gouverner de la même manière que son défunt père. Toutefois, il est mort après 11 années de pouvoir. Parce qu'il est mort sans descendants, sa lignée s'est éteinte et le comté de Barby est passé à l'Électorat de Saxe.
Il est enterré dans le nouveau caveau familial construit par son père à Barby.